# Републикански път III-707
Републикански път IIІ-707 е третокласен път, част от Републиканската пътна мрежа на България, преминаващ изцяло по територията на област Ямбол. Дължината му е 61,3 км.
Пътят се отклонява наляво при 236,8 км на Републикански път I-7 при пътен възел „Петолъчката“ и се насочва на юг през източната част на Сливенското поле. Преминава през град Стралджа, стига до село Воденичане, пресича река Мочурица (ляв приток на Тунджа), завива на югоизток и стига до село Палаузово. Преодолява нисък, хълмист вододел и при село Недялско слиза в долината на Господаревска река (ляв приток на Средецка река). След това минава през село Първенец, отново преодолява нисък вододел и при село Александрово стига до най-горното течение на Средецка река. Оттук на протежение от 8,2 км вече като полски (горски) път продължава по долината на Средецка река и стига до село Оман. След селото пътят отново е с асфалтова настилка навлиза в северозападните разклонения на Странджа, стига до село Голямо Крушево и в южната му част се съединява с Републикански път II-79 при неговия 33,1 км.
При 25,8 км в село Недялско надясно се отклонява Републикански път III-7072 (23,3 км), който през селата Иречеково, Търнава и Чарган достига до източната част на град Ямбол при 1,2 км на Републикански път III-5305.
| Пътища, отклоняващи се надясно (населено място, № на пътя, посока на пътя)                                 | Км   | Пътища, отклоняващи се наляво (посока на пътя, № на пътя, населено място)                                    |
| --- | ---- | --- |
| Община Стралджа, I-7, 236,8 км, п.в. „Петолъчката“ ← (от ГКПП Гюешево) I-6, 432,9 км, п.в. „Петолъчката“ → | 0,0  | ← п.в. „Петолъчката“, 236,8 км, I-7, Община Стралджа → п.в. „Петолъчката“, 432,9 км, I-6 (до Бургас)         |
| (от с. Зимница) III-7007, 7,3 км, гр. Стралджа → .                                                         | 5,8  | → гр. Стралджа, 7,3 км, III-7007 (до с. Лозенец) → гр. Стралджа, общински път (за селата Атолово и Маленово) |
| (за с. Джинот) общински път, с. Воденичане ←                                                               | 11,8 | с. Воденичане                                                                                                |
| (за с. Иречеково) общински път ←                                                                           | 12,9 | |
| с. Палаузово                                                                                               | 15,8 | с. Палаузово                                                                                                 |
| (до гр. Ямбол) III-7072, 0 км, с. Недялско ←                                                               | 25,8 | с. Недялско                                                                                                  |
| | 27,9 | → общински път (за с. Богорово)                                                                              |
| с. Първенец                                                                                                | 30,2 | → с. Първенец, общински път (за с. Правдино)                                                                 |
| (от 90,9 км на I-5) II-53, 181,8 км →                                                                      | 35,3 | → 181,8 км, II-53 (до гр. Средец)                                                                            |
| с. Александрово                                                                                            | 43,4 | с. Александрово                                                                                              |
| Община Болярово                                                                                            | 48,2 | Община Болярово                                                                                              |
| (за с. Денница) общински път, с. Оман ←                                                                    | 51,6 | с. Оман |
| (от гр. Елхово) II-79, 33,1 км, с. Голямо Крушево →                                                        | 61,3 | → с. Голямо Крушево, 33,1 км, II-79 (до гр. Бургас)                                                          |